# Бенвенуто ди Джовани
Бенвенуто ди Джовàни, с пълно име Бенвенуто ди Джовани ди Мео дел Гуаста (на италиански: Benvenuto di Giovanni di Meo del Guasta; * 13 септември 1436, Сиена, Сиенска република, † сл. 1518, пак там) е италиански художник от Сиенската школа.

## Произход и семейство
Бенвенуто ди Джовани се ражда в семейството на каменоделец. През целия си живот той работи на територията на Сиена и в нейните покрайнини. За първи път неговото име се споменава в сиенските документи през 1453 г., когато той е подмайстор на Векиета. От това съобщение може да се разбере, че Бенвенуто започва да работи рано, поне 17-годишен. През 1465 г. в данъчната си декларация той съобщава за себе си, че няма нито имущества, нито родственици, и преживява недалеко от баптистерия. В следващата година той се жени за девойка, наричана Якопа ди Томазо ди Четона, с която впоследствие има седем деца. От документите така също е известно, че на рода Джовани принадлежат лозя, даващи някакъв доход, но освен това Бенвенуто заема минимум две длъжности в сиенската администрация. Един от неговите синове, Джироламо ди Бенвенуто, става впоследствие художник.

## Художествено наследство
Бенвенуто ди Джовани оставя след себе си солидно художествено наследство. Сега съществуват девет изписани от него олтари. С увереност му се приписват четири олтара, защото за тях са съхранени документи. Също така, на основание стилистически особености, му се приписват много други произведения. Неговата творческа дейност обхваща цели 43 години и включва фрески, кавалетна живопис, миниатюра, и оформителни работи.
През 1453 г. Бенвенуто ди Джовани под ръководството на Векиета, който по всяка вероятност е негов учител, работи в Сиенския баптистерий. В следващата година той изписва (сега загубена) картина за Капитула „Компания ди Санта Лучия“ в Сиена.

През 1460 г. неговото име отново се споменава в документите, като този път в качеството на съконтрагент на Сиенската катедрала наред с Векиета и Франческо ди Джорджо. Вероятно в този период той изписва Сиенския баптистерий с фреските с историята на св. Антоний Падуански, а така изписва големия панел „Чудо на св. Антоний“ (Мюнхен, Стара пинакотека), която по-скоро е била част от предел на олтара, създаден от Векиета и Франческо ди Джорджо.
Първата творба, на която стои точна дата, е „Благовещение и светци“ (1466 г.) от църквата „Сан Джироламо“ във Волтера, за която църква по-късно, през 1470 г., Бенвенуто изписва още „Благовещение“ и предела със сцени от живота на Христос (Волтера, Пинакотека). В същата 1470 г. изписва „Благовещение“ за църквата „Сан Бернардино“ в Синалунга.
Периодът около 1470 г.е важен за творчеството на Бенвенуто ди Джовани, защото именно в това време той се отказва от подражанието на Векиета, а така и от натуралистическите виждания на Доменико ди Бартоло, и изработва собствен стил. Вероятно това произтича отчасти в резултат на познанството му и дълго продължаващо във времето, сътрудничество с двама северноиталиански миниатюристи, работещи в Сиена – Либерале да Верона и Джироламо да Кремона. Под тяхно влияние работите на Бенвенуто придобиват ярък колорит и хармонична композиционна балансираност.
Построеният от неговата четка „горен свят“ може да се види в произведенията му от последващото десетилетие:
- „Триптих от Монтепертузо“ (1475 г., сега се намира във входната част на църквата във Весковалдо ди Мурло до Сиена);
- „Олтар Боргезе“ (1475 – 77/78 г., църква „Сан Доменико“ в Сиена);
- Триптих „Мадоната с Младенеца и светци“ 1479 г., Национална галерия, Лондон).

През 1480 г. Бенвенуто получава изведнъж няколко поръчки. Той се заема с декоративното оформление на Сиенската катедрала, илюстрира миниатюри към Книгата на хоралите за тази катедрала (съхранява се в Библиотека „Пиколомини“, Сиена) и такава книга за манастира „Сан Еудженио“ до Сиена (сега тя се съхранява в библиотеката на Абатство „Кава дей Тирени“).

### Олтарна картина „Възнесение Христово“
За същия манастир Бенвенуто изписва голяма олтарна картина „Възнесение на Христа“ (1491 г. Сиена, Пинакотека), чийто предел се намира в Националната галерия, Вашингтон (окръг Колумбия). Картината има дата и подпис на художника. Това произведение изпълнено със страст и вътрешна експресия, и в него е видно северно европейско влияние. То ознаменува пика на творчеството на Бенвенуто ди Джовани, защото последващите му творби притежават някаква опростеност, схематичност и излишна скритост. Възможно e това да е резултат от по-активно участие в произведението на неговия син Джироламо ди Бенвенуто.

### Късен период
През 1500-те г. престарелият майстор се обръща към миналото, към верните художествени формули, намерени в средата на 15 век. Това следва от неговата последна подписана творба „Мадоната с Младенеца и светии“ (1509 г., църква „Санта Лучия“ в Синалунга).